# トアルソン
株式会社トアルソンは、兵庫県神戸市中央区に本社を置く企業。テニス用品（ラケット・ストリングなど）や、釣糸を製造・販売している。
社名代わりにTOALSON®（トアルソン）という表記も用いられている。また、釣糸ジャンルではRAIGLON®（レグロン）というブランドがある。

## 沿革
- 昭和31年08月 - 谷益之[2][注 1]が、大阪市東区（現：中央区）に東亜株式会社を設立（衣料雑貨の加工販売）。
- 昭和32年06月 - 神戸市東灘区に工場を新設。日本レイヨン（現・ユニチカ）のナイロン原糸を使用したテニス・バドミントン用ストリングの生産販売を開始。
- 昭和56年05月 - 東亜ストリング株式会社となる。

- 平成29年8月9日 - 株式会社トアルソンとなる。